# Славута
Славута (укр. Славута) град је Украјини у Хмељничкој области. Према процени из 2023. у граду је живело 34.301 становника.

## Становништво
Према процени, у граду је 2012. живело 35.479 становника.
| 1979.  | 1989.  | 2001.  | 2012.  |
| ------ | ------ | ------ | ------ |
| 29.323 | 34.696 | 34.358 | 35.479 |